# 雅永
雅永（法語：Jaillon，法語發音：[ʒajɔ̃]）是法国默尔特-摩泽尔省的一个市镇，属于图勒区。

## 地理
雅永（48°45'24"N, 5°58'5"E）面积7.47 平方千米，位于法国大東部大區默尔特-摩泽尔省，该省份为法国东北部内陆省份，是洛林的一部分，北邻比利时、卢森堡，北起顺时针与摩泽尔省、下莱茵省、孚日省和默兹省接壤。
与雅永接壤的市镇（或旧市镇、城区）包括：阿夫兰维尔、弗朗什维尔、利韦丹、罗西耶尔昂艾、维莱圣艾蒂安。

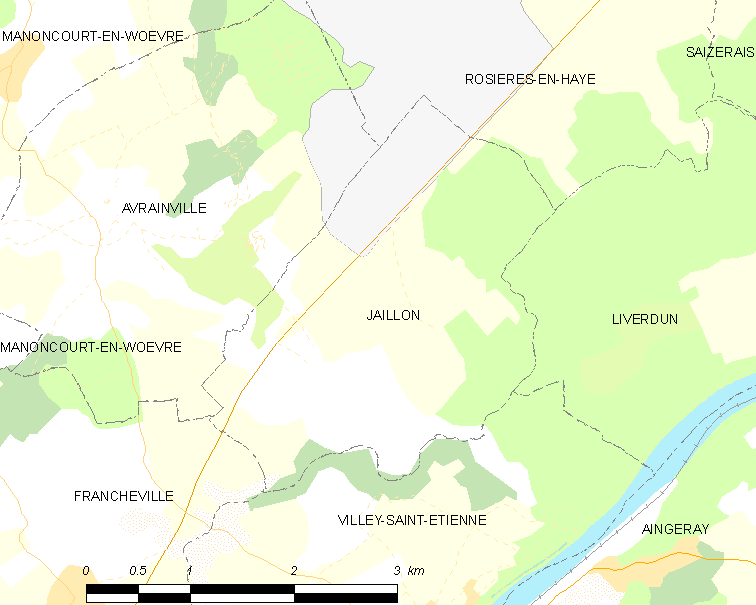
雅永的OSM定位图

雅永的时区为UTC+01:00、UTC+02:00（夏令时）。

## 行政
雅永的邮政编码为54200，INSEE市镇编码为54272。

## 政治
雅永所属的省级选区为北图卢瓦县。

## 人口

1962-2008年间雅永人口变化图示

雅永于2022年1月1日时的人口数量为470人。